# M-410
La M-410 es una carretera de la Red Principal de la Comunidad de Madrid (España). Con una longitud de 10,38 km, discurre entre los municipios de Moraleja de Enmedio en su enlace con la M-413 y Parla en su enlace con la A-42.
Pertenece al proyecto RedSur de mejoras de las infraestructuras del sur de la región.

## Enlaces
Posee enlaces con:
- Autopista radial de peaje R-5: en Arroyomolinos.
- Autopista de peaje AP-41: en Arroyomolinos.
- Carretera M-405: en el municipio de Humanes de Madrid.
- Carretera M-407: en el municipio de Griñón.
- Carretera M-419: en el municipio de Torrejón de la Calzada.
- Autovía A-42: en el punto kilométrico 24 de esta última, en el municipio de Parla.

tramo en proyecto:
- Autopista radial de peaje R-4: en Parla.
- Autovía A-4: en Valdemoro.

## Impacto ambiental
Grupos ecologistas argumentan que la construcción de esta nueva carretera ha causado un grave impacto ambiental, especialmente sobre las poblaciones de aves esteparias de la zona sur de Madrid, aves como el sisón (Tetrax tetrax), el alcaraván (Burhinus oedicnemus), el aguilucho cenizo (Circus pygargus), el aguilucho pálido (Circus cyaneus), el cernícalo primilla (Falco naumanni), el mochuelo (Athene noctua), la lechuza (Tyto alba), numerosas especies de pájaros esteparios, así como a la población de aves acuáticas del paraje de Los Estrágales de Pinto.

## Tráfico
En 2011 la carretera registró el tráfico promedio que se detalla en la siguiente tabla, se indican las cifras de vehículos diarios por cada tramo.
| KM    | Intensidad media diaria | % Vehículos pesados | Ubicación del P.K. de medición             |
| ----- | ----------------------- | ------------------- | ------------------------------------------ |
| 0,500 | 7.608                   | 7,14                | Entre las intersecciones con M-413 y M-407 |
| 3,800 | 10.050                  | 4,35                | Entre las intersecciones con M-407 y M-405 |
| 6,150 | 12.907                  | 8,45                | Entre las intersecciones con M-405 y M-419 |
| 8,150 | 11.259                  | 7,86                | Entre M-419 y A-42                         |

## Ampliación
La Comunidad de Madrid se comprometió en 2024 a la ampliación de la M-410 hasta Valdemoro proyectándola para el plan 2027/30. 